# Wyżne

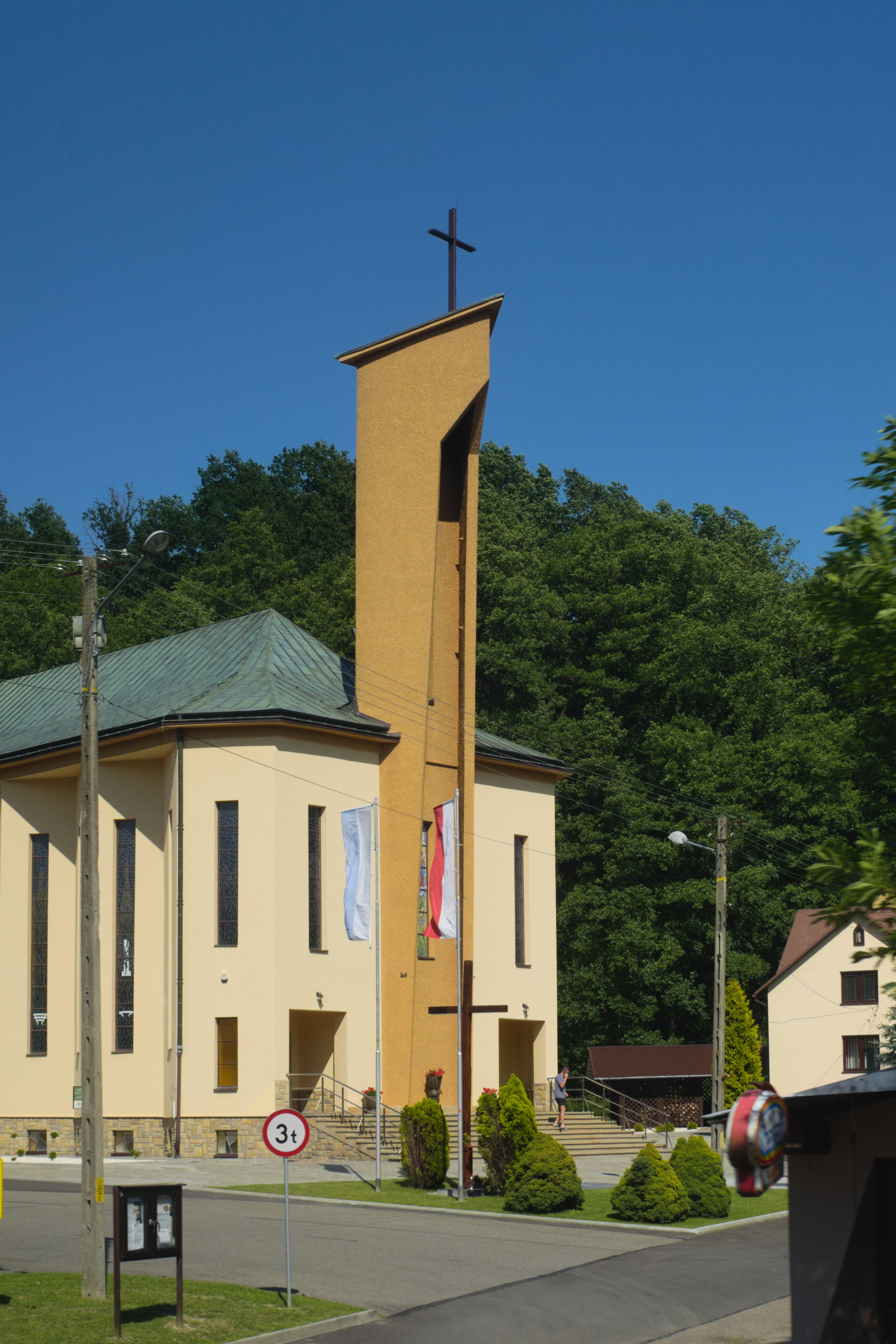
Kościół Matki Bożej Wspomożenia Wiernych w Wyżnem (2020)

Wyżne – wieś w Polsce, położona w województwie podkarpackim, w powiecie strzyżowskim, w gminie Czudec. Leży nad potokiem Gwoźnica dopływem Wisłoka.
W latach 1975–1998 miejscowość administracyjnie należała do województwa rzeszowskiego.
Miejscowość jest siedzibą parafii Matki Bożej Wspomożenia Wiernych, należącej do dekanatu Czudec, diecezji rzeszowskiej.

## Części wsi
| SIMC    | Nazwa      | Rodzaj    |
| ------- | ---------- | --------- |
| 0648787 | Debrza     | część wsi |
| 0648793 | Dół        | część wsi |
| 0648801 | Kamieniec  | część wsi |
| 0648818 | Krzemyk    | część wsi |
| 0648824 | Piekarówka | część wsi |
| 0648830 | Piekliska  | część wsi |
| 0648847 | Podzamcze  | część wsi |
| 0648853 | Przylasek  | część wsi |
| 0648860 | Rędziny    | część wsi |
| 0648876 | Rzeki      | część wsi |
| 0648882 | Sołtysie   | część wsi |

## Historia
Wyżne - dawniej Wyrzne (zwane też Wyrżne, Werżyny lub Wizna) bierze swą nazwę od wyżyny i pagórków, na których zostało lokowane. Znana jest również legenda, iż podczas najazdu Tatarów na te tereny wyrżnęli oni niemalże wszystkich mieszkańców wsi, stąd też nazwa Wyrżne - później Wyżne.
Wyżne w 1536 roku należało do rodziny Procheńskich. Nazywało się ówcześnie Werżyny. Jej przodek w 1390 roku przeniósł ją na prawo niemieckie. W 1909 roku wzniesiono młyn, ufundowany przez Uznańską.
W 1933 roku powstała gmina zbiorowa z siedzibą w Czudcu, w którą weszło 7 wsi, w tym również Wyżne. 
8 września 1939 roku po wycofaniu się żołnierzy polskich z ziemi czudeckiej wkroczyli tam bez walki żołnierze niemieccy. Tu nie zatrzymali się długo, gdyż ich celem było zdobycie Rzeszowa.
Podczas wojny ZWZ, jak i również późniejsza AK miały dobrze zorganizowaną strukturę wywiadu i kontrwywiadu oraz działania dywersyjnego. Organizacją grup bojowych i dywersyjnych na terenie podrzeszowskim zajmował się m.in. Jan Stojałowski „Klucz” z Wyżnego. 
W 1940 roku utworzona została Czudecka Placówka ZWZ – AK o kryptonimie „Czereśnia”.
W 1998 roku w Wyżnem został zbudowany most przez Wisłok w ciągu ówczesnej drogi krajowej nr 9 (obecnie droga krajowa nr 19).
W 2003 powstała tu 11-hektarowa Winnica Maria Anna – jedna z czterech polskich winnic, które w 2009 uzyskały zezwolenie na produkcję i sprzedaż swojego wina.

## Urodzeni
- Stanisław Machowski (1894-1940) – porucznik rezerwy piechoty Wojska Polskiego, ofiara zbrodni katyńskiej.